# این فیلم نیست
این فیلم نیست فیلم ایرانی اثر جعفر پناهی و مجتبی میرطهماسب است. این فیلم بر روی یک درایو فلش توسط یک مسافر از ایران به جشنواره کن قاچاق شد. این فیلم در ۲۸ سپتامبر ۲۰۱۱ در فرانسه توسط توزیع فیلم کانیبال منتشر شد.
داستان فیلم در مورد یک روز از زندگی جعفر پناهی می‌باشد. این فیلم در ایران به نمایش در نیامده‌است.

## افتخارات
- نامزد اولیه برای دریافت جایزه اسکار به‌عنوان بهترین فیلم مستند[۶]
- حضور در جشنواره فیلم کن در سال ۲۰۱۱ [۷]
- جزو اسامی مستندهای اثرگذار و برتر سینمای جهان از نظر نشریه نیویورکر[۸]
- حضور در فستیوال فیلم نیویورک
- حضور در جشنواره بین‌المللی فیلم ورشو